# Strada statale 720 Variante di Taggia
La strada statale 720 Variante di Taggia (SS 720), già nuova strada ANAS 341 Variante di Taggia (NSA 341), è una strada statale italiana che permette il collegamento tra l'A10 Genova-Ventimiglia e l'abitato di Taggia. Lunga 1,500 km, è classificata come strada extraurbana principale in tutta la sua lunghezza.

## Percorso
Ha origine nei pressi della stazione ferroviaria di Taggia, distaccandosi dalla ex strada statale 548 della Valle Argentina e termina senza soluzione di continuità nel restante tratto della tangenziale di Sanremo sotto la competenza dell'Autostrada dei Fiori S.p.A. in corrispondenza dello svincolo di via Beglini per Arma di Taggia e per l'omonimo casello autostradale dell'A10 Genova-Ventimiglia.
Il percorso presenta, inoltre, due gallerie artificiali chiamate Stazione (130 metri) e Levà (300 metri) e due sovrappassi.
L'arteria è stata aperta al traffico il 16 novembre 2009 e ha ricevuto la denominazione temporanea di nuova strada ANAS 341 Variante di Taggia (NSA 341). Ha ottenuto la definitiva classificazione nel corso del 2012 col seguente itinerario "Innesto con la S.P. n. 548 di Valle Argentina - galleria Bussana".